# Théodose II de Bragance
Théodose II de Bragance, né le 28 avril 1568 à Vila Viçosa et mort le 29 novembre 1630 au même lieu.

## Biographie
Fils de Jean Ier, duc de Bragance et de Catherine de Portugal.
Théodose II de Bragance épousa en 1603, Ana de Velasco y Girón (morte en novembre 1607)
De cette union naîtront :
- Jean IV de Portugal
- Édouard de Bragance (1605-1649), duc de Bragance
- Alexandre de Bragance (1607-1637)